# Jorge Pereira
Jorge Javier Moreira Pereira (sinh ngày 10 tháng 3 năm 1998) là một cầu thủ bóng đá người Bồ Đào Nha thi đấu cho F.C. Famalicão, ở vị trí tiền vệ.

## Sự nghiệp bóng đá
Vào ngày 21 tháng 12 năm 2017, Pereira có màn ra mắt cho Famalicão trong trận đấu tại LigaPro 2017–18 trước FC Porto B.